# Форекс своп
Форекс своп или своп купопродаје девиза је финансијски инструмент, дериватив, где се сада добија једна валута у замену за другу, а у неком одређеном будућем времену се врши обратна трансакција (форвард уговор). Користи се најчешће када једној страни недостаје једна валута, а има вишак друге. 

## Опис
Овај финансијски инструмент омогућује да се премост неликвидност у једној валути, када се поседује довољно друге валуте.
Тада се врши трансакција у два различита времена по фиксном омеру две валуте. Претпоставимо  да клијент има вишак долара, а мањак евра.
- Прво се претварају долари у евре по фиксном курсу

На унапред одређени дан врши се обратна трансакција
- Еври се претварају у доларе по том истом курсу.

Такав облик дериватива је потребан компанијама, којима тренутачно недостаје једне валуте, а имају вишак друге валуте. Истовремено очекују да ће убудућности имати довољно валуте, која им тренутачно недостаје. Обично због тога што су склопили посао у тој валути, која им тренутачно недостаје.
Онај ко је ушао у такав посао заштићен је од ризика неповољне промене вредности једне валуте у односу на другу, али исто тако нема зараде при повољној промени односа две валуте. Значи ако у горњем примеру евру скочила вредност у односу на долар, клијент не трпи ризик, јер враћа по фиксном омеру евра и долара у тренутку склапања форекс свопа.

## Разлика од валутног свопа
Валутни своп је сличан инструмент, па треба пазити на разлику. Код валутног свопа се у неком будућем времену враћа тачно исти износ валуте, колико се добило на почетку. Код форекс свопа враћа се већи или мањи износ новца у валути у коју је извршена замена, зависно од промене односа две валуте. 